# Rhodothermus marinus
Rhodothermus marinus es una bacteria gramnegativa del género Rhodothermus. Fue descrita en el año 1995 y es la especie tipo. Se etimología hace referencia a marino. Es aerobia, inmóvil y termófila. Tiene un tamaño de 0,5 µm de ancho por 2-2,5 µm de largo. Temperatura de crecimiento entre 54-77 °C, óptima de 65 °C. Forma colonias rojizas debido a pigmentos carotenoides. Se ha observado que puede formar cápsula cuando crece en un medio rico en carbohidratos. Catalasa positiva, oxidasa negativa. Tiene un contenido de G+C del 64%, y un tamaño de genoma entre 3,3-3,6 Mbp. Sensible a penicilina, eritromicina, tetraciclina y cloranfenicol. Resistente a estreptomicina, kanamicina y gentamicina. Se ha aislado de fuentes termales submarinas de poca profundidad en Islandia y en otras localizaciones geotermales alrededor del mundo.
Se han estudiado mucho sus enzimas para la búsqueda de enzimas termoestables con aplicaciones biotecnológicas. Muchas de estas enzimas muestran una actividad óptima a 85 °C, que es una temperatura incluso más alta que la de crecimiento del microorganismo. Se han encontrado en la membrana de la célula, por lo que tendrían acceso directo a la degradación de productos. Se han realizado estudios para cultivar esta especie en alta densidad y así poder obtener los distintos compuestos de interés.
Además,se ha descrito una endonucleasa de restricción de tipo II, la RmaI, que reconoce la secuencia 5’-CTAG-3’.
Por otro lado, se han descrito dos bacteriófagos de tipo T4 que infectan R. marinus, aunque solo a las cepas de la misma zona de aislamiento.

## Taxonomía
La especie Rhodothermus obamensis (Sako et al. 1996) se considera sinónima de R. marinus.